# Межово (Саянский район)
Межово — село в Саянском районе Красноярского края. Административный центр Межовского сельсовета.

## История
Основано в 1891 году. В 1926 году село состояло из 213 хозяйств, основное население — украинцы. В административном отношении являлось центром Межовского сельсовета Агинского района Канского округа Сибирского края.

## Население
| 1926 | 2010 |
| ---- | ---- |
| 1189 | ↘614 |